# تپه کهنه ده نالوس
تپه کهنه ده نالوس مربوط به عصر مس است و در شهرستان اشنویه، بخش نالوس، شهر نالوس واقع شده و این اثر در تاریخ ۲۸ شهریور ۱۳۸۶ با شمارهٔ ثبت ۱۹۵۹۷ به‌عنوان یکی از آثار ملی ایران به ثبت رسیده است.